# Thomas Bateson
Thomas Bateson Batson o Betson (1570 – Dublino, 1630) è stato un organista e compositore inglese.
Della sua vita non si sa molto fino al 1599, quando fu nominato organista della cattedrale di Chester. Dieci anni dopo, sotto il patronato di Lord Chichester, si trasferì alla cattedrale di Christ Church a Dublino a ricoprire un ruolo simile, dove rimase fino alla morte.
Durante la sua permanenza in Irlanda si guadagnò il titolo di Bachelor of Music e Master of Arts presso il Trinity College di Dublino.
Dei suoi lavori liturgici solo uno è giunto fino a noi, una composizione a sette voci intitolata "Holy, Lord Almighty". Ma sono i due libri di madrigali, pubblicati a Londra nel 1604 e nel 1618, che lo hanno reso famoso tra i compositori di epoca elisabettiana.